# Rodbina Fowl
Rodbina Fowl je bila zločinska rodbina v književni zbirki Artemis Fowl, sedaj pa so vsi posli legalni.

## Živeči člani rodbine
- Artemis Fowl I
- Angelina Fowl
- Artemis Fowl II
- Myles Fowl
- Beckett Fowl

## Zgodovina rodbine
Fowli so se že stoletja ukvarjali s kriminalom. Včasih so se odločili postati navadni državljani, vendar so se kmalu spet vrnili na zločinska pota. V dvajsetem stoletju so se ukvarjali predsvsem z gospodarskim kriminalom. Vendar pa so se sedaj, ko je Artemis Fowl I ozdravel popolnoma prenehali ukvarjati s kriminalom. Sedaj jih zanimajo le še dejavnosti, ki so povezane z okoljevarstvom in človekoljubnostjo.